# 劉勳 (東漢)
劉勳（2世紀—3世紀），字子台，琅邪郡人，東漢末年軍閥，曾任廬江太守。妻子王宋，後妻山陽司馬氏。

## 生平
劉勳在中平年間擔任沛國建平縣長，和曹操是舊交。194年、袁術派孫策去攻打廬江太守陸康。但打下後袁術出爾反爾，任用他的舊部劉勳當了廬江太守。
袁術敗亡後，其從弟袁胤畏曹操，不敢居壽春，率其部曲奉袁術柩及妻子奔劉勳於皖城，同時袁術遺屬長史楊弘、大將軍張勳意欲率袁術敗兵投奔以前身在袁術帳下的孫策，不料被廬江太守劉勳截擊俘虜全軍和財產。

### 廬江之戰
劉勳當時在江淮之間因為獲得袁術遺屬而有強大的兵力，受到孫策的忌憚，於是孫策派使節特以卑下的言辭和財寶要求劉勳代為攻打上繚城。劉勳相信孫策，更因收得財寶而十分高興，各人都祝賀，但劉曄則不感喜悅。
劉勳詢問，劉曄則說：「上繚雖小，城堅池深，攻難守易不可旬日而舉，則兵疲於外，而國內虛。策乘虛而襲我，則後不能獨守。是將進屈於敵，退無所歸。若軍今出，禍今至矣。」但劉勳不聽，堅持出兵。而孫策果時從後乘虛襲擊劉勳，劉勳失敗後，与其弟於建安四年（199年）投奔舊交曹操，任平虜將軍。

### 見寵驕橫
司馬芝遷任廣平縣令時，劉勳恃著自身是曹操的故交受寵而驕橫，甚至還是司馬芝舊郡將，於是賓客子弟都常在司馬芝轄區中犯法；而劉勳與司馬芝通訊亦不署名，卻時常有所要求；司馬芝不答應，反而依法處理，不與劉勳同流合污而為人稱道。
楊沛不畏豪強，即使是曹洪的門客不服徵調都被楊沛處殺，因此楊沛任鄴縣縣令時，也為劉勳和曹洪畏懼，警戒弟子不得犯法。
後劉勳因圖謀不軌，被李申成檢舉而伏法，兄長擔任豫州刺史，死後由兒子劉威繼承，也因為劉勳死亡被免官。